# 벨리즈 크리올
벨리즈 크리올(Belizean Creole)은 벨리즈에서 쓰이는 언어이며 영어에 바탕을 둔 크리올이다. 벨리즈 인구의 약 70%에 해당하는 40만 명이 이 언어를 모어로 쓴다. 또한 벨리즈 출신 이민자들이 많은 곳(거의 미국)에서도 쓰인다. 벨리즈 크리올은 원래 아프리카계와 영국계가 섞인 크리올인들의 모어이나, 가리푸나, 메스티소, 마야 계 등 다른 집단들도 최소한 제2언어로 쓰고 있는 공통어이다.

## 같이 보기
- 자메이카 파트와
- 벨리즈의 언어